# 人类微生物组计划
人类微生物组计划（英語：Human Microbiome Project，缩写：HMP）是美國國立衛生研究院(NIH)于2008年发起的一项旨在鉴定与阐明和人类健康与疾病相关的微生物（人類微生物组）功能的计划。於2007年啟動，第一階段 (HMP1) 專注於識別和表徵人類微生物群。 第二階段被稱為“綜合人類微生物組計劃 ”(iHMP)，於 2014 年啟動，旨在產生資源來表徵微生物組並闡明微生物在健康和疾病狀態中的作用。 從 2007 年到 2016 年，該計劃從NIH基金獲得了$1.7億美元的資金。
人类微生物组计划的重要組成部分是微生物群落表徵的獨立於培養的方法，例如宏基因組學（它為單個微生物群落提供了廣泛的遺傳視角），以及廣泛的全基因組測序（它為某些微生物群落提供了“深入”的遺傳視角） 給定微生物群落的各個方面，即單個細菌種類）。 後者作為參考基因組序列——目前計劃使用 3000 個這樣的單個細菌分離物序列——用於在隨後的宏基因組分析中進行比較。 該項目還資助了對人類受試者通過聚合酶鏈反應擴增的細菌16S 核糖体RNA序列進行深度測序
。

## 貢獻機構
人类微生物组计划(HMP)涉及許多研究機構的參與，包括斯坦福大學、布羅德研究所(Broad Institute)、弗吉尼亞聯邦大學、華盛頓大學、東北大學、麻省理工學院、貝勒醫學院等。 貢獻包括數據評估、參考序列數據集的構建、倫理和法律研究、技術開發等。

## 第一階段（2007-2014年）
第一階段(HMP1)包括來自許多機構的研究工作。 HMP1 設定了以下目標：
- 開發一組參考微生物基因組序列並對人類微生物組進行初步表徵
- 探索疾病與人類微生物組變化之間的關係
- 開髮用於計算分析的新技術和工具
- 建立資源庫
- 研究人類微生物組研究的倫理、法律和社會影響

## 第二階段（2014-2016年）
2014年，美國國立衛生研究院(NIH)啟動了該項目的第二階段，即綜合人類微生物組項目 (Integrative Human Microbiome Project, 缩写：iHMP)。 iHMP 的目標是提供資源以創建人類微生物組的完整特徵，重點是了解微生物群在健康和疾病狀態中的存在。正如美國國立衛生研究院(NIH)所述，項目任務如下：
綜合人類微生物組項目(iHMP)將使用多種“組學”技術從三個不同的微生物組相關條件隊列研究中創建來自微生物組和宿主的生物學特性的綜合縱向數據集。 
該項目包括在多個機構開展的三個子項目。 研究方法包括16S 核糖体RNA基因分析、全基因組霰彈槍定序法、全基因組測序、元轉錄組學、代謝組學/脂質組學和免疫蛋白質組學。 iHMP 的主要發現於2019年被發布。

## 成就
HMP 迄今為止的影響可以通過對 HMP 贊助的研究的審查來部分評估。 2009年6月至2017年底，HMP網站上列出了650餘篇同行評審出版物，被引用次數超過70000次。  此時，該網站已存檔且不再更新，但數據集仍然可用。

## 里程碑